# Marta Podgórnik

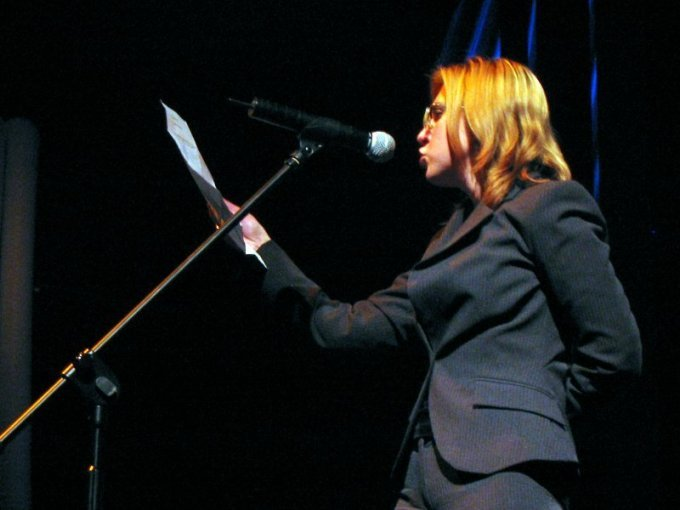
Marta Podgórnik (2005)

Marta Podgórnik (* 2. Juni 1979 in Sosnowiec) ist eine polnische Dichterin, Herausgeberin und Literaturkritikerin.

## Leben
Podgórnik besuchte das Andrzej-Strug-Gymnasium in Gliwice, das auch Adam Zagajewski, Julian Kornhauser und Krzysztof Siwczyk besucht hatten. 1996 gewann sie mit 17 Jahren den Jacek-Bierezina-Wettbewerb für Lyrik und veröffentlichte in diesem Rahmen ihren ersten Band Próby negocjacji.
Seit 2000 ist sie mit dem Verlag Biuro Literackie verbunden, für den sie literaturkritische Texte verfasst.
Sie lebt in Gliwice.

## Werk
Bereits Podgórniks Frühwerk wurde positiv aufgenommen. Ihre Dichtung weise eine Nähe zu den Werken von Rafał Wojaczek und Marcin Świetlicki auf.

## Bibliografie

### Lyrik
- Próby negocjacji, 1996
- Paradiso, 2000 (nominiert für den Paszport Polityki 2001)
- Długi maj, 2004
- Opium i Lament, 2005 (Neuauflage von Próby negocjacji und Paradiso)
- Dwa do jeden, 2006
- Pięć opakowań (1993–2008), 2008
- Rezydencja surykatek, 2011 (Gewinner des Literaturpreises Gdynia 2012; nominiert für den Breslauer Lyrikpreis Silesius 2012)
- Nic o mnie nie wiesz, 2012
- Zawsze, 2015 (nominiert für den Breslauer Lyrikpreis Silesius 2016 und den Wisława-Szymborska-Preis 2016)
- Zimna książka, 2017 (nominiert für den Breslauer Lyrikpreis Silesius 2018 und den Wisława-Szymborska-Preis 2018)

### Herausgeberschaft
- Seans na dnie morza, 2012 (Gedichtsauswahl von Maria Pawlikowska-Jasnorzewska)